# Fred Thomson
Frederick Clifton Thomson (Pasadena, 26 februari 1890 – Los Angeles, 25 december 1928) was een Amerikaanse filmcowboy uit de periode van de stomme film die qua populariteit wedijverde met Tom Mix voordat hij op 38-jarige leeftijd stierf aan tetanus.

## Biografie
Thomson werd geboren in Pasadena (Californië) als zoon van Clara en Williell Thomson. Zijn vader was een presbyteriaanse predikant. Hij studeerde aan het Princeton Theological Seminary van 1910 tot 1913 en won de titel All-Around Champion, uitgereikt door de Amateur Athletic Union in 1910, 1911 en 1913. Hij trouwde met zijn jeugdliefde Gail Jepson en werd in september 1913 gewijd door het presbyterium van Los Angeles. Drie jaar later stierf Gail aan tuberculose.
Tijdens de Eerste Wereldoorlog diende Thomson in het Amerikaanse leger als kapelaan. Tijdens zijn militaire dienst was hij technisch adviseur voor de film Johanna Enlists (1918), een oorlogsfilm met Mary Pickford in de hoofdrol. Via Pickford ontmoette hij scenarioschrijfster en regisseur Frances Marion, met wie hij in 1919 trouwde.
Aanvankelijk was hij geïnteresseerd in regisseren, maar toen een acteur niet kwam opdagen voor de film Just Around the Corner (1921) van zijn vrouw Frances, belandde hij voor de camera. Na nog een bijrol in The Love Light (1921), een andere Pickford-film die ook door Frances geschreven en geregisseerd werd, speelde hij in 1923 zijn eerste hoofdrol in The Eagle's Talons waarin hij zijn eigen stunts uitvoerde.

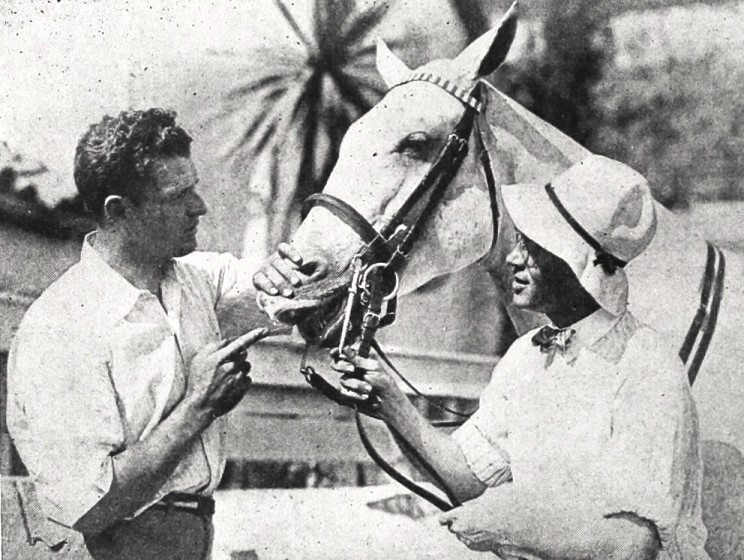
Thomson (links) en zijn paard Silver King

Daarop kreeg hij een contact aangeboden bij FBO, waar hij in 1924 zijn debuut maakte in de western The Mask of Lopez. Vervolgens speelde hij nog in tal van andere westerns samen met zijn paard Silver King en groeide hij uit tot een superster bij FBO. Hij kreeg zelfs zijn eigen onafhankelijke productie-eenheid in de studio. In 1926 en 1927 was hij de op een na best verkopende filmster aan de kassa.
In 1927 vond Joseph Kennedy, directeur van FBO, dat Thomson het hoogtepunt van zijn populariteit had bereikt en regelde hij een deal voor vier Thomson-films met Paramount Pictures, een van de grootste Hollywood-studio's. Voor Thomson betekende dit in de praktijk zijn vertrek bij FBO want door de deal kwam hij op de loonlijst van Paramount te staan. Bij FBO werd hij vervangen door Tom Mix, een andere populaire westernacteur van die tijd.
De films van Paramount waren prestigieuzer dan die van FBO en werden vertoond in bioscoopzalen in grotere steden. Bovendien verhoogde Paramount de prijs van een Thomson-film om de deal met FBO en Thomsons stevige salaris te dekken. De nieuwe productieregeling betekende dat bioscoopgangers op het platteland, die de hoofdmoot van de Thomson-fans vormden, vaak maanden moesten wachten op een kans om een nieuwe Thomson-film te zien, als deze al in plattelandstheaters werd uitgebracht. Zoniet waren ze gedwongen om naar een grotere stad te gaan om de film te zien. Sommige critici vonden dat de Thomson-westerns, die in wezen "B-films" waren, niet geschikt waren voor de duurdere bioscoopzalen waarin ze werden vertoond. Als gevolg daarvan bleken de Thomson-westerns van Paramount niet zo winstgevend.
In december 1928 sloeg het noodlot toe voor Thomson toen hij op een spijker stapte terwijl hij in zijn stallen aan het werk was. Hij liep tetanus op en stierf op eerste kerstdag 1928 in Los Angeles op 38-jarige leeftijd. Hij liet een vrouw en twee kinderen achter.
Op 8 februari 1960 kreeg hij postuum een ster op de Hollywood Walk of Fame. Alhoewel hij in de jaren twintig van de vorige eeuw uitgroeide tot een van de populairste sterren van Hollywood, is hij door zijn voortijdige dood een van de minst bekende filmcowboys uit de Amerikaanse filmgeschiedenis.

## Filmografie
De meeste van Thomsons films zijn verloren gegaan. The Love Light met Mary Pickford en Thundering Hoofs zijn uitgebracht op dvd, Een volledig intacte kopie van Just Around the Corner bevindt zich in de collectie van de Library of Congress.
- Just Around the Corner (1921)
- The Love Light (1921)
- Penrod (1922)
- Oath-Bound (1922)
- The Eagle's Talons (1923)
- A Chapter in Her Life (1923)
- The Mask of Lopez (1924)
- North of Nevada (1924)
- Galloping Gallagher (1924)
- The Silent Stranger (1924)
- The Dangerous Coward (1924)
- The Fighting Sap (1924)
- Thundering Hoofs (1924)
- That Devil Quemado (1925)
- The Bandit's Baby (1925)
- The Wild Bull's Lair (1925)
- Ridin' the Wind (1925)
- All Around Frying Pan (1925)
- The Tough Guy (1926)
- Hands Across the Border (1926)
- The Two-Gun Man (1926)
- Lone Hand Saunders (1926)
- A Regular Scout (1926)
- Don Mike (1927)
- Silver Comes Through (1927)
- Arizona Nights (1927)
- Jesse James (1927)
- The Pioneer Scout (1928)
- The Sunset Legion (1928)
- Kit Carson (1928)